# Conferenza internazionale dei meridiani
La Conferenza internazionale dei meridiani si tenne a Washington nell'ottobre 1884 per decidere il meridiano fondamentale sia per il calcolo della latitudine sia per il calcolo dei fusi orari.

## I partecipanti
La conferenza fu organizzata dal Presidente degli Stati Uniti d'America Chester Arthur e parteciparono 25 nazioni, rappresentate da 41 delegati:
- Austria-Ungheria
- Brasile
- Cile
- Colombia
- Costa Rica
- El Salvador
- Francia
- Germania
- Giappone
- Guatemala
- Regno delle Hawaii
- Italia
- Liberia
- Messico
- Paesi Bassi
- Paraguay
- Regno Unito
- Rep. Dominicana
- Russia
- Spagna
- Stati Uniti
- Svezia-Norvegia
- Svizzera
- Impero ottomano
- Venezuela

## Le conclusioni
La conferenza approvò le seguenti risoluzioni:
1. È speranza di questo Congresso che tutte le nazioni adottino un unico meridiano fondamentale, anziché i diversi meridiani che ora esistono.
2. La Conferenza propone ai governi qui rappresentati l'adozione del meridiano che attraversa l'osservatorio di Greenwich come meridiano iniziale per calcolare la longitudine.
3. Dal meridiano fondamentale la longitudine deve essere calcolata in due direzioni per 180°, ad est sarà positiva, ad ovest negativa.
4. La Conferenza propone l'adozione di un giorno universale per tutti gli usi e che può essere considerato utile; non dovrebbe interferire con la tradizione locale, se lo si desidera.
5. Questo giorno universale è il giorno solare medio; inizia per tutto il mondo alla mezzanotte del meridiano fondamentale e coincide con l'inizio del giorno civile e la data su quel meridiano. Durerà 24 ore.
6. La Conferenza auspica la possibilità che il prima possibile il giorno astronomico ed il giorno nautico siano ridefiniti ovunque per iniziare alla mezzanotte.
7. La Conferenza esprime la speranza che gli studi per estendere il sistema decimale alla divisione dello spazio angolare ed al tempo possano essere ripresi al più presto nei casi in cui questi portano reali vantaggi.

La risoluzione 2 fu approvata con 22 voti favorevoli ed 1 contrario (San Domingo). Francia e Brasile si astennero. La Francia adottò il meridiano di Greenwich solo nel 1911, continuando fino ad allora ad usare il meridiano di Parigi.
La risoluzione 4 divide espressamente il tempo standard dal giorno universale. Anche se due delegati, Cleveland Abbe, meteorologo, capo dello United States Weather Service e Sandford Fleming, ingegnere capo della Canadian Pacific Railway, avevano proposto l'approvazione del tempo standard da tutte le nazioni, altri delegati obiettarono, dichiarando che era fuori degli obiettivi del congresso; in questo modo nessuna proposta venne messa al voto e non fu adottata nessuna zona temporale, contrariamente a quanto chiesto dall'opinione popolare.
Riguardo alla risoluzione 6: il Regno Unito già aveva spostato l'inizio del giorno nautico dal mezzogiorno, dodici ore prima della mezzanotte, alla mezzanotte nel 1805, durante la battaglia di Trafalgar. Il giorno astronomico è stato spostato dal mezzogiorno, dodici ore dopo la mezzanotte, alla mezzanotte solo il 1º gennaio 1925.